# 约翰·莱昂哈德·罗斯特
约翰·莱昂哈德·罗斯特（德語：Johann Leonhard Rost，1688年8月14日—1727年3月22日），是一位德国纽伦堡天文学家暨作家，曾以「Meletaon」的笔名发表过多部小说。
月球上的罗斯特陨石坑就是以他的名字命名的。